# Morawska Rodobrana
Morawska Rodobrana (czes. Moravská Rodobrana) – morawska kolaboracyjna organizacja w Protektoracie Czech i Moraw podczas II wojny światowej.
20 kwietnia 1939 r. w Prościejowie grupa morawskich działaczy przygotowała memorandum do władz III Rzeszy, które oberlandrat Brna przedstawił Arthurowi Seyss-Inquartowi 5 czerwca tego roku. Żądano w nim odłączenia Moraw od Czech, gdyż twierdzono, że władze w Pradze zaniedbują Morawian, i utworzenia odrębnego organizmu administracyjnego. Autorzy memorandum uznawali zarazem zwierzchność wodza Adolfa Hitlera. Chcieli też wprowadzenia w Protektoracie praw antyżydowskich. Jednocześnie powołali organizację Morawska Rodobrana, stawiającą sobie za cel uzyskanie autonomii przez Morawy. Prowadziła ona bliską współpracę z NSDAP i niemieckimi władzami Protektoratu. Jej działalność jednak w krótkim czasie zamarła.